# Selección de fútbol playa de Egipto
La Selección de fútbol playa de Egipto es el equipo que representa al país en la Copa Mundial de Fútbol Playa de FIFA y en el Campeonato de Fútbol Playa de la CAF; y es controlada por la Federación Egipcia de Fútbol.

## Estadísticas

### Copa Mundial de Fútbol Playa FIFA
| Copa Mundial de Fútbol Playa FIFA | Copa Mundial de Fútbol Playa FIFA | Copa Mundial de Fútbol Playa FIFA | Copa Mundial de Fútbol Playa FIFA | Copa Mundial de Fútbol Playa FIFA | Copa Mundial de Fútbol Playa FIFA | Copa Mundial de Fútbol Playa FIFA | Copa Mundial de Fútbol Playa FIFA |
| Año                               | Ronda                             | J                                 | G                                 | G+                                | P                                 | GF                                | GC                                |
| --------------------------------- | --------------------------------- | --------------------------------- | --------------------------------- | --------------------------------- | --------------------------------- | --------------------------------- | --------------------------------- |
| 2005                              | No participó                      | No participó                      | No participó                      | No participó                      | No participó                      | No participó                      | No participó                      |
| 2006                              | No clasificó                      | No clasificó                      | No clasificó                      | No clasificó                      | No clasificó                      | No clasificó                      | No clasificó                      |
| 2007                              | No clasificó                      | No clasificó                      | No clasificó                      | No clasificó                      | No clasificó                      | No clasificó                      | No clasificó                      |
| 2008                              | No clasificó                      | No clasificó                      | No clasificó                      | No clasificó                      | No clasificó                      | No clasificó                      | No clasificó                      |
| 2009                              | No clasificó                      | No clasificó                      | No clasificó                      | No clasificó                      | No clasificó                      | No clasificó                      | No clasificó                      |
| 2011                              | No clasificó                      | No clasificó                      | No clasificó                      | No clasificó                      | No clasificó                      | No clasificó                      | No clasificó                      |
| 2013                              | No clasificó                      | No clasificó                      | No clasificó                      | No clasificó                      | No clasificó                      | No clasificó                      | No clasificó                      |
| 2015                              | No clasificó                      | No clasificó                      | No clasificó                      | No clasificó                      | No clasificó                      | No clasificó                      | No clasificó                      |
| 2017                              | No clasificó                      | No clasificó                      | No clasificó                      | No clasificó                      | No clasificó                      | No clasificó                      | No clasificó                      |
| 2019                              | No clasificó                      | No clasificó                      | No clasificó                      | No clasificó                      | No clasificó                      | No clasificó                      | No clasificó                      |
| 2021                              | No clasificó                      | No clasificó                      | No clasificó                      | No clasificó                      | No clasificó                      | No clasificó                      | No clasificó                      |
| 2023                              | Fase de grupos                    | 3                                 | 0                                 | 1                                 | 2                                 | 8                                 | 12                                |
| Total                             | 1/12                              | 3                                 | 0                                 | 1                                 | 2                                 | 8                                 | 12                                |

### Copa Africana de Naciones de Fútbol Playa
| Copa Africana de Naciones de Fútbol Playa | Copa Africana de Naciones de Fútbol Playa | Copa Africana de Naciones de Fútbol Playa | Copa Africana de Naciones de Fútbol Playa | Copa Africana de Naciones de Fútbol Playa | Copa Africana de Naciones de Fútbol Playa | Copa Africana de Naciones de Fútbol Playa | Copa Africana de Naciones de Fútbol Playa |
| Año                                       | Ronda                                     | J                                         | G                                         | G+                                        | P                                         | GF                                        | GC                                        |
| ----------------------------------------- | ----------------------------------------- | ----------------------------------------- | ----------------------------------------- | ----------------------------------------- | ----------------------------------------- | ----------------------------------------- | ----------------------------------------- |
| 2006                                      | Tercer lugar                              | 4                                         | 2                                         | 1                                         | 1                                         | 18                                        | 13                                        |
| 2007                                      | Quinto lugar                              | 4                                         | 2                                         | 0                                         | 2                                         | 26                                        | 22                                        |
| 2008                                      | Cuarto lugar                              | 5                                         | 1                                         | 1                                         | 3                                         | 22                                        | 21                                        |
| 2009                                      | Cuarto lugar                              | 4                                         | 1                                         | 0                                         | 3                                         | 27                                        | 23                                        |
| 2011                                      | Tercer lugar                              | 4                                         | 2                                         | 1                                         | 1                                         | 13                                        | 11                                        |
| 2013                                      | Fase de grupos                            | 3                                         | 1                                         | 0                                         | 2                                         | 13                                        | 15                                        |
| 2015                                      | Sexto lugar                               | 5                                         | 2                                         | 0                                         | 3                                         | 16                                        | 17                                        |
| 2016                                      | Tercer lugar                              | 5                                         | 3                                         | 0                                         | 2                                         | 17                                        | 15                                        |
| 2018                                      | Tercer lugar                              | 5                                         | 4                                         | 0                                         | 1                                         | 29                                        | 15                                        |
| 2021                                      | Quinto lugar                              | 4                                         | 2                                         | 0                                         | 2                                         | 24                                        | 15                                        |
| 2022                                      | Subcampeón                                | 5                                         | 2                                         | 1                                         | 2                                         | 21                                        | 18                                        |
| Total                                     | 11/11                                     | 48                                        | 22                                        | 4                                         | 22                                        | 226                                       | 185                                       |